# Le Silence de l'ange
Le Silence de l'ange (titre allemand : Der Engel schwieg) est un roman de l'écrivain allemand Heinrich Böll, écrit entre  1949 et 1950 et publié à titre posthume à Cologne en 1992 pour le 75e anniversaire de Böll.
Le roman porte sur l'amour que Hans Schnitzler porte à Regina Unger qu'il retrouve après la guerre. Cette intrigue est mêlée à celle d'Elisabeth Gompertz, une riche donatrice, dans ses relations au Dr Fischer. Bien que la ville ne soit pas mentionnée, il est aisément reconnaissable que l'action se situe dans la ville de Cologne.

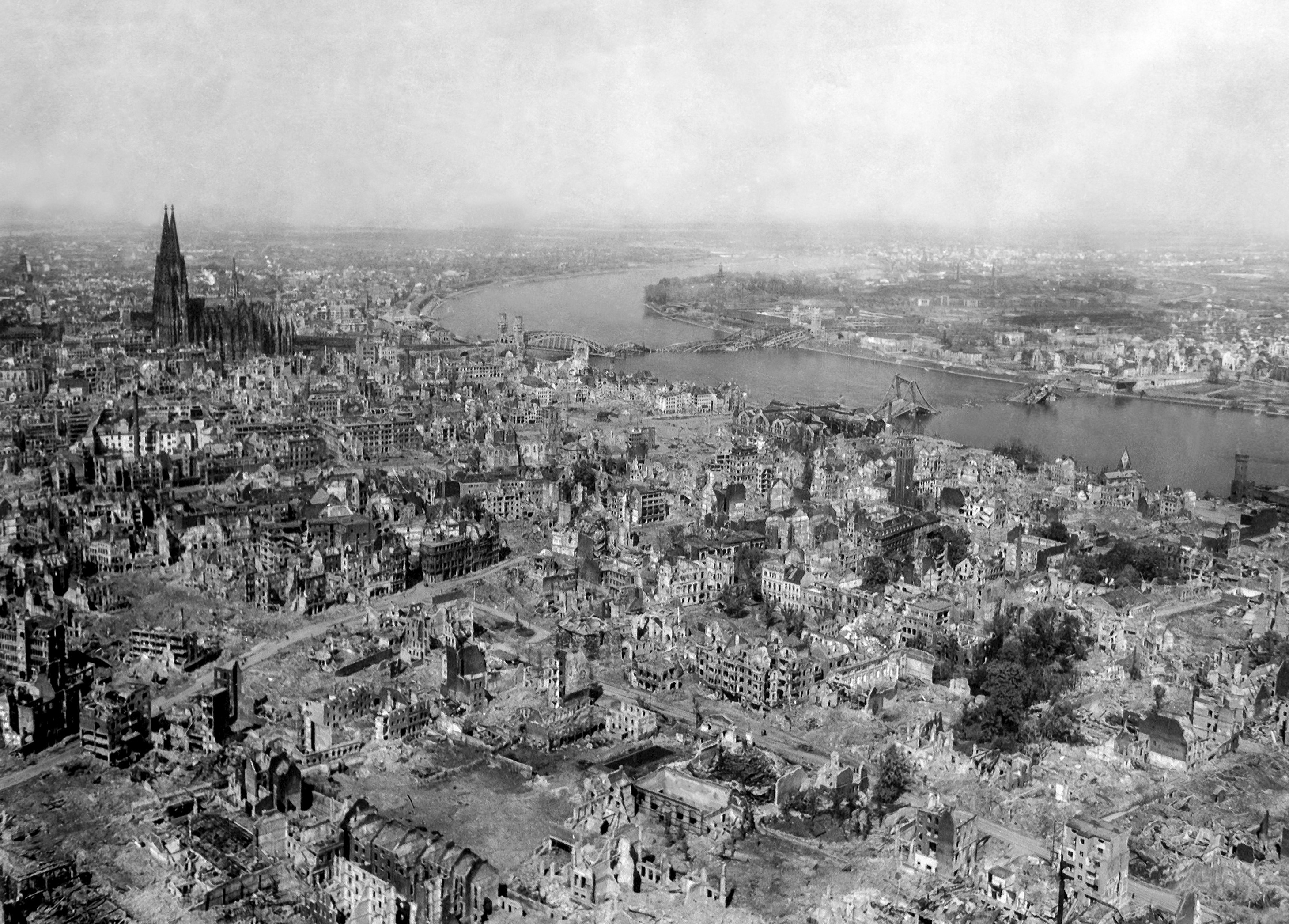
Cologne en 1945

## Résumé
Le 8 mai 1945, la ville natale de Hans Schnitzler, située sur le Rhin, est bombardée par des raids aériens. Sergent de la Wehrmacht très décoré, il entre dans l'hôpital Vincentien gravement endommagé par les bombardements. Il y cherche Elisabeth Gompertz pour lui raconter comment son mari a été abattu par sa propre armée. Un soldat nommé Hans avait déserté et devait être fusillé. Willy Gompertz lui a alors proposé d'échanger leurs uniformes et Hans a pu s'enfuir. Gompertz fut donc fusillé par erreur.
Mme Gompertz, souffrant de graves problèmes d'estomac, voit son état s'améliorer et peut rentrer chez elle. Le chirurgien de l'hôpital, le Dr. Weiner aide Hans, recherché de la Wehrmacht, à obtenir une nouvelle identité.  Pour quitter l'hôpital, il enfile simplement le manteau d'une certaine Regina Unger par-dessus son uniforme. Regina avait également pu quitter l'hôpital après un accouchement.
Hans rend ensuite visite à Mme Gompertz et lui lit le testament de son mari. Willi Gompertz y lègue toute sa fortune à sa femme. Hans va ensuite voir Regina et lui apporte le manteau. Le bébé de Regina est mort, victime des fusillades des derniers jours de la guerre. Il commencent à parler et se raconter leur histoire, Hans lui parle de son mariage court et malheureux. Il n'a pu passer qu'une nuit avec sa femme. Elle mourut plus tard lors d'un voyage en train à cause d'un raid aérien. Regina, quant à elle, ne veut plus être seule, elle autorise donc Hans à se cacher avec elle. Sa situation est difficile. Avec ses faux papiers, il n'ose d'abord ni quitter la maison ni demander des bons d'alimentation au bureau d'enregistrement. Regina fait les sorties nécessaires dans la ville et, plus tard, elle obtient pour Hans de meilleurs papiers au marché noir. Il les utilise pour recevoir ses bons d'alimentation. Hans prend alors part aux efforts de Regina pour se nourrir. Il vole régulièrement des briquettes dans les trains de marchandises. La jeune femme fait un don de sang pour la fille malade du Dr. Fischer et obtient le généreux prix que ce riche collectionneur d'art voulait donner à un potentiel donateur de sang. Fischer est apparenté à Mme Gompertz par alliance. Il veut obtenir les fruits du testament de son beau-frère Willi Gompertz par tous les moyens nécessaires et ainsi empêcher que la propriété Gompertz soit utilisée à des fins caritatives, selon les souhaits de sa veuve. Peu de temps après que Mme Gompertz ait succombé à sa maladie d'estomac, Hans découvre le Dr. Fischer qui fouille dans les papiers de cette dernière pour récupérer le testament. Il prend le papier de force face à Hans qui veut l'en empêcher.
Hans et Regina décident finalement de se marier à l'église.

## Forme
L'histoire est racontée alternativement en suivant Hans puis le Dr. Fischer, quoique les passages sur Hans soient majoritaires. Hans et Regina sont abandonnés et « encore la vie devant eux ». Cependant, Hans, marqué par la guerre, envie les morts pour la paix dans laquelle ils sont. Ce n’est que dans le dernier tiers du roman – après que Regina et lui se sont avoués leur amour – qu’il accepte la vie.
Selon Werner Bellmann le texte est influencé par les écrits de Léon Bloy comme notamment Le Sang du pauvre et Le Mendiant ingrat. Les scènes où Hans demande du pain à la religieuse de l'hôpital et au chapelain de sa vieille église paroissiale font ainsi référence à ces textes. De même pour le don de sang de Regina pour les familles riches ou le sang que crache Mme Gompertz dans son agonie.
Le titre, ce grand ange de marbre silencieux – évoqué deux fois dans le roman – relie le début et à la fin sous forme d'épanorthose. Au début du roman, l’homme qui revient regarde le visage de la sculpture avec une « joie étrange », l’ange, quant à lui, sourit douloureusement, comme pour annoncer que dans cette histoire, il n’y a plus de foyer. Même si Hans et Regina finissent par se retrouver, la fin du roman n'est en aucun cas joyeuse. Le docteur sans scrupules et égoïste triomphe de la charité et Fischer envoie l'ange dans la poussière.

## Histoire de l'édition
Friedrich Middelhauve a annoncé la sortie du roman dans Opladen. Le 17 août 1951 Böll envoya son œuvre à l'éditeur qui y proposa des modifications pour tenir compte des goûts du lectorat, notamment du fait que le thème de la guerre n'est plus très prisé. Le 30 juillet 1951, l'auteur récupère son manuscrit et en utilise des parties pour écrire des nouvelles (par exemple La Nuit d'amour, Le Goût du pain, Inspection, Le Caniveau ). Certains passages ont aussi été intégrés dans son roman de 1953 Et n'a pas dit un seul mot . En 1992, Annemarie, René, Vincent et Viktor Böll, en collaboration avec Heinrich Vormweg, ont publié l'œuvre qu'ils ont obtenue avec leur succession. Werner Bellmann et Beate Schnepp reconstruisent le texte du roman à partir des matériaux laissés et le complètent en insérant le passage d'ouverture écrit ultérieurement par l'auteur (publié séparément dans le FAZ en 1951) et le préparent pour l'impression.

## Traductions françaises
- Heinrich Böll, trad. Alain Huriot, Le silence de l'ange, Éd. du Seuil, 1995  (ISBN 978-2-02-019703-8)